# Garrett Wareing
Garrett Wareing (College Station, 31 agosto 2001) è un attore statunitense, noto per aver interpretato Stetson Tate nel film L'ottava nota - Boychoir.

## Biografia
Fa il suo debutto nel 2013 apparendo nei cortometraggi Sweet Dreems e The Origami Master. Nel 2014 arriva all'apice della popolarità interpretando il protagonista Stetson "Stet" Tate nel film L'ottava nota - Boychoir, collaborando con attori famosi come Dustin Hoffman e Kathy Bates e con il regista canadese François Girard.

## Filmografia

### Attore

#### Cinema
- Sweet Dreams, regia di Ryan Elkins - cortometraggio (2013)
- The Origami Master, regia di Elizabeth Lee - cortometraggio (2013)
- L'ottava nota - Boychoir (Boychoir), regia di François Girard (2014)
- Saudade, regia di Louisa Grams - cortometraggio (2014)
- Hidden, regia di Ryan Elkins - cortometraggio (2014)
- Independence Day - Rigenerazione (Independence Day: Resurgence), regia di Roland Emmerich (2016)
- A Better Place, regia di Dennis Ho (2016)
- The Golden Year, regia di Salvador Paskowitz - cortometraggio (2016)
- The Ball, regia di Salvador Paskowitz - cortometraggio (2017)
- Perfect, regia di Eddie Alcazar (2018)
- Septaria, regia di Courtney Carter e Sarah McDaniel - cortometraggio (2020)
- Queenpins, regia di Aron Gaudet e Gita Pullapilly (2021) non accreditato
- Jill, regia di Steven Michael Hayes (2021)
- God Is a Bullet, regia di Nick Cassavetes (2023)

#### Televisione
- Chicago Med – serie TV, 1 episodio (2018)
- Pretty Little Liars: The Perfectionists – serie TV, 5 episodi (2019)
- Manifest – serie TV, 13 episodi (2020-2022)

### Produttore esecutivo
- Lost in America, regia di Rotimi Rainwater - documentario (2018)

## Doppiatori italiani
Nelle versioni in italiano delle opere in cui ha recitato, Garrett Wareing è stato doppiato da:
- Gabriele Caprio ne L'ottava nota - Boychoir[1], Independence Day - Rigenerazione[2]
- Alessandro Campaiola in Manifest [3], God Is a Bullet